# Donald Gordon Payne
Donald Gordon Payne (Londres, 3 de janeiro de 1924 - Surrey, 22 de agosto de 2018) foi um escritor inglês. Usava os pseudônimos James Vance Marshall, Ian Cameron e Donald Gordon. 
Seu livro mais famoso, Walkabout, tornou-se filme homônimo, estrelado pela atriz britânica Jenny Agutter. Outro livro, The Lost Ones, foi dramatizado pela Disney no filme The Island at the Top of the World (A Ilha do Topo do Mundo, 1974). Payne também editou muitos volumes da série Travels & Adventure na revista Reader's Digest. 
Morava em Surrey, e deixou quatro filhos e uma filha.

## Obras
- The Lost Ones (1961)
- A River Ran Out of Eden (1962)
- Walkabout (1964)
- The Mountains at the Bottom of the World (1975)
- The White Ship (1975)
- White-Out (1999)
- Riders of the Storm (2002)